# هاروی دیویس
هاروی دیویس (انگلیسی: Harvey Davies؛ زادهٔ ۳ سپتامبر ۲۰۰۳) بازیکن فوتبال اهل بریتانیا است که در حال حاضر برای باشگاه فوتبال لیورپول بازی می‌کند. 
وی همچنین در تیم‌های ملی فوتبال زیر ۱۹ سال انگلستان و زیر ۲۰ سال انگلستان بازی کرده است.